# Vale Marinhas
Vale Marinhas é uma aldeia portuguesa que se localiza entre o Outeiro da Cortiçada e a Ribeira de Fráguas. Pertence ao Município de Rio Maior e ao Distrito de Santarém. Tem aproximadamente 70 habitantes.
A padroeira é Nossa Senhora de Fátima e os festejos anuais realizam-se no mês de Maio ou Junho. Aldeia onde é tradicional a agricultura e são abundantes os eucaliptos e choupos junto ao rio.
Banhada pelo Rio Alcobertas.